# Дибенко Павло Юхимович

Пам'ятник Павлу Дибенку в Сімферополі

Дибе́нко Павло́ Юхи́мович (28 лютого 1889 , Новозибків, Чернігівська губернія  — 29 липня 1938 , Розстрільний полігон «Комунарка» ) — радянський військовий і державний діяч українського походження, перший наркомвійськмор Радянської Росії, командарм 2-го рангу. Один з організаторів та учасників масових репресій у СРСР, жертвою яких став сам.

## Біографія
Народився 16 (28) лютого 1889 року в селі Людковому, Новозибківський повіт, Чернігівська губернія (нині в межах міста Новозибкового Брянської області РФ) в українській незаможній селянській родині Юхима Васильовича та Ганни Денисівної. Окрім нього, в родина також складалась ще з шістьох дітей. Закінчив Новозибківське міське трьохкомплектне початкове училище. У 1907 році він почав працювати в місцевому міністерстві фінансів, але був звільнений як «ненадійний» через свою політичну діяльність.
Працював вантажником в Ризі. З грудня 1911 року служив на Балтійському флоті, унтер-офіцер. Він намагався уникнути вступу, але був заарештований і примусово зарахований.
Член РСДРП з 1912 року.
У 1915 році був одним із керівників антивоєнного виступу матросів на лінкорі «Імператор Павло I». Після 6-місячного ув'язнення відправлений на фронт першої світової війни, потім був знову заарештований за антивоєнну пропаганду. Звільнений Лютневою революцією 1917 року. Був членом Гельсінгфорської ради, з квітня 1917 року — голова Центрального комітету Балтійського флоту. Брав активну участь у підготовці флоту до Жовтневого збройного повстання.
Під час Жовтневого перевороту командував червоними загонами в Гатчині і Красному Селі, заарештовував генерала П. Краснова. Організовував масові вбивства офіцерів Балтійського флоту, розгін Установчих зборів та розстріл мирної демонстрації на їх підтримку. На II Всеросійському з'їзді Рад увійшов до складу Ради народних комісарів як член Комітету з військових і морських справ. До березня 1918 року — народний комісар з морських справ Радянської Росії.
Під час німецького наступу, у лютому 1918 року, командував загоном революційних моряків під Нарвою, був розбитий і, здавши місто, втік до Самари, за що у травні 1918 року відданий під суд, потім виправданий, але виключений з партії (пізніше з'явилася легенда про його перемогу над німцями, що пов'язувала цю перемогу з встановленням свята — Дня Червоної армії і флоту).
Влітку 1918 року вів підпільну діяльність супроти уряду Скоропадського та німецьких військ (в Західно-Чорноморському регіоні). У серпні 1918 заарештований, але в жовтні обміняний на полонених німецьких офіцерів.
З листопада 1918 року — командир полку, бригади, групи військ, дивізії в Українській радянській армії. Був командиром 1-ї Задніпровської Української радянської дивізії. Дивізію складали багатотисячні загони найвідоміших в Україні партизанських отаманів — Ничипора Григор'єва та Нестора Махна.
З 5 травня 1919 року — командувач Кримської армії та нарком по військових і морських справах Кримської радянської республіки. Події в Криму того часу у звіті від 12 червня 1919 року до ЦК КП(б)У секретаря Кримського обкому Шустера: він зазначав, що в Криму вся влада знаходиться в руках «Штабу армії Дибенка», який ні з ким не рахується; двовладдя в особах ревкому й штабу Дибенка, між якими відразу розпочалася прихована боротьба за першість. Дибенко призначав комендантів, які мали бути підлеглими йому особисто і не виконувати інших розпоряджень, населення півострова взагалі не розуміло, кому ж підпорядковуватися. «Проведення трудової повинності»: на вулицях хапали людей, не розбираючи чи робітники вони, чи ні, а коли було зазначено на неприпустимість подібних явищ, Дибенко: «Якщо не подобаються його дії, він може повести свої війська ближче до фронту». Вищій військовій інспекції, що була до Криму, Дибенко: «вона може провалювати, його контролювати ні до чого, тому що він — наркомвоєн». 29 червня білогвардійці цілком вибили Кримську радянську армію за межі Криму. Червоні частини на чолі з Дибенком відступили до Північної Таврії в район Каховки, Берислава, Херсону, а в серпні 1919 року, відрізані денікінцями від основних сил червоних та покинуті своїм командуванням, приєднались до повстанської армії махновців.
У 1919–1920 року командував армійськими з'єднаннями під Царицином, на Північному Кавказі, в Північній Таврії. З 3 березня 1920 по 11 травня 1920 року — начдив 1-ї Кавказької кавалерійської дивізії. З 28 червня 1920 по 17 липня 1920 року — начдив 2-ї Ставропольської кавалерійської дивізії імені М. Ф. Блінова.
У 1921 році, під загальним командуванням Михайла Тухачевського, Павло Дибенко на чолі Зведеної дивізії був одним з керівників придушення Кронштадтського повстання. Брав участь у придушенні селянського повстання в Тамбовській губернії. За ці та інші «особисті заслуги» у 1922 році поновлений у партії, командував стрілецьким корпусом в Одесі, де оселився в особняку, самовільно ним «експроприйованому».
У 1928–1938 роках — командувач військами Середньоазійського, Приволзького, Сибірського та Ленінградського військових округів. Був членом Революційної Військової Ради СРСР, член ЦВК СРСР. Нагороджений трьома орденами Червоного Прапора (1921, 1923, 1931).
У 1937 році обраний депутатом Верховної Ради СРСР 1-го скликання.

## Участь в репресіях
У 1936–1938 роках під його керівництвом і керівництвом начальника Ленінградського Управління НКВС Л. Заковського пройшли чистки серед керівного складу Ленінградського військового округу. Дибенко був також особисто причетний до масових репресій в армії, брав участь у судовому процесі над групою колишніх радянських воєначальників вищого рангу — на чолі з маршалом М. Тухачевським і командармами 1-го рангу Ієронімом Уборевичем та Йоною Якіром.

## Арест та розстріл
На початку січня 1938 року звільнений з Червоної армії і призначили наркомом лісової промисловості. 26 лютого 1938 року заарештований у Свердловську. Під тиском особливо жорстоких тортур визнав себе винним в участі в антирадянській та троцькістській діяльності й у військовій змові. Також його звинуватили у зв'язках з Тухачевським, якого він незадовго до цього відправив на розстріл. 29 липня 1938 року засуджений до смертної кари і був розстріляний у день винесення вироку на Бутовському полігоні. Реабілітований у 1956 році.

## Сім'я

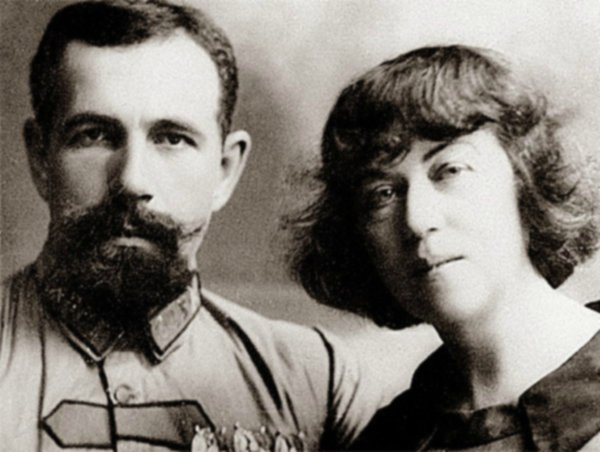
Павло Дибенко разом з Олександрою Колонтай

Батько — Юхим Васильович Дибенко. 
Брат — Федір Юхимович Дибенко,  учасник Першої світової війни та війни за встановлення більшовицької влади в Україні; анархо-комуніст, начдив 42-ї дивізії 13-ї армії Південного фронту РСЧА
Дружина — Олександра Михайлівна Домонтович, по першому чоловіку — Коллонтай, з роду князів Домонтовичів, однієї з українських козацько-старшинських гілок Рюриковичів, відома революціонерка.
Друга дружина — Валентина Олександрівна Стафилевська.
Третя дружина — Зінаїда Вікторівна Карпова.
Син — Таур (Володимир) Дибенко

## Пам'ять

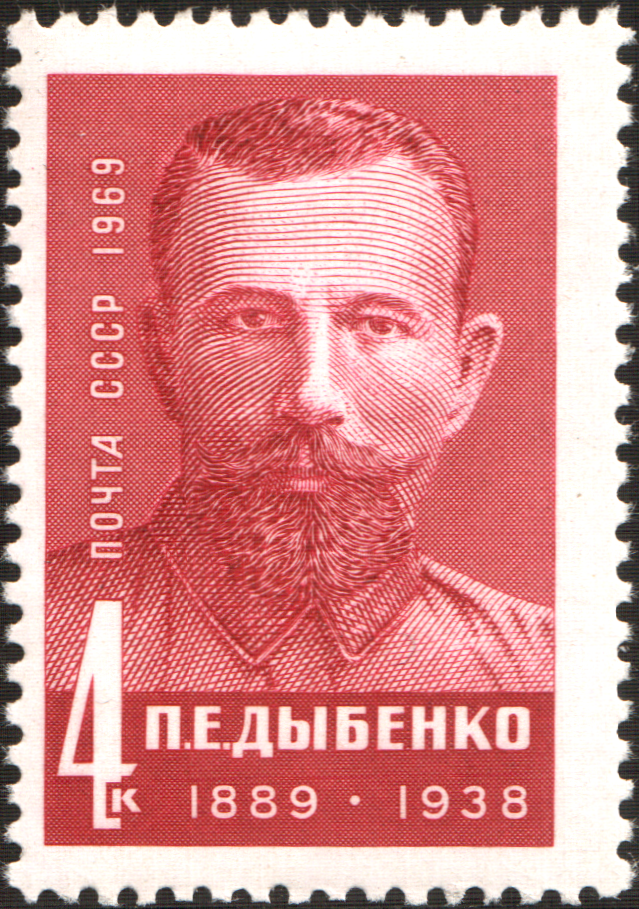
Марка СРСР. Серія - Діячі Комуністичної партії та Радянської держави

У Сімферополі, у сквері імені 200-річчя Сімферополя, Павлу Дибенку встановлений пам'ятник.
Його іменем названі вулиці в Києві (2017 року перейменовано на вулицю Сім'ї Шовкоплясів), Севастополі, Сімферополі, Москві, Санкт-Петербурзі, Самарі та інших населених пунктах.